# 15083 Тяньхуейлі
15083 Тяньхуейлі (15083 Tianhuili) — астероїд головного поясу, відкритий 10 лютого 1999 року.
Тіссеранів параметр щодо Юпітера — 3,431.